# Benito Juárez, Santiago Miahuatlán
Benito Juárez är en ort i Mexiko.   Den ligger i kommunen Santiago Miahuatlán och delstaten Puebla, i den sydöstra delen av landet, 200 km sydost om huvudstaden Mexico City. Benito Juárez ligger 1 798 meter över havet och antalet invånare är 639.
Terrängen runt Benito Juárez är kuperad åt nordost, men åt sydväst är den platt. Runt Benito Juárez är det tätbefolkat, med 476 invånare per kvadratkilometer. Närmaste större samhälle är Tehuacán, 14,8 km sydost om Benito Juárez. Trakten runt Benito Juárez består i huvudsak av gräsmarker.